# Miss France 1959
 (novembre 2021).
Si vous disposez d'ouvrages ou d'articles de référence ou si vous connaissez des sites web de qualité traitant du thème abordé ici, merci de compléter l'article en donnant les références utiles à sa vérifiabilité et en les liant à la section « Notes et références ».
Miss France 1959, 29e élection de Miss France, s'est déroulée le 13 décembre 1958 à Reims. Elle a été remportée par Monique Chiron.

## Candidates
Parmi les candidates figurait Muguette Fabris, Miss Poitou-Châtellerault, qui sera élue Miss France 1963 sous l'écharpe de Miss Île-de-France. On retrouvait aussi notamment : 
- Miss Côte d'Amour, Sophie Destrade
- Miss Poitou-Poitiers, Monique Chiron
- Miss Paris, Eliane Thielland
- Miss Bretagne, Liliane Baudot

## Classement Final
| Résultat         | Candidate      | Région      |
| ---------------- | -------------- | ----------- |
| Miss France 1959 | Monique Chiron | Miss Poitou |
| 1re dauphine     |                |             |
| 2e dauphine      |                |             |
| 3e dauphine      |                |             |
| 4e dauphine      |                |             |
| 5e dauphine      |                |             |
| 4e dauphine      |                |             |